# 观赏鱼饲料

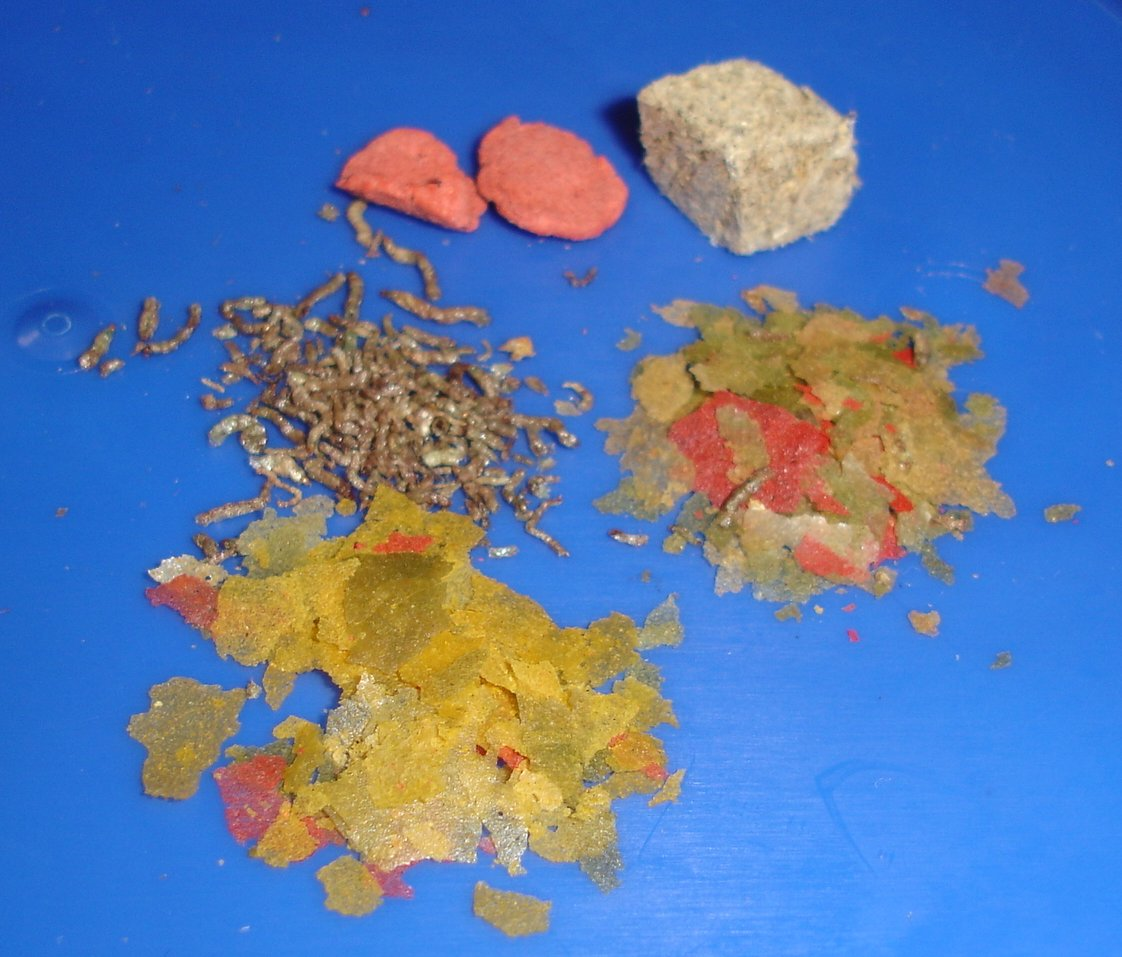
各类预制鱼食

观赏鱼饲料是供饲养在水族馆或池塘中的宠物鱼食用的植物或动物材料。鱼类食品通常含有使人工饲养的鱼类保持良好健康所需的宏量营养素、微量元素和维生素。大约 80% 的养鱼爱好者只给他们的鱼喂食准备好的食物，最常见的是以片状、颗粒状或片状形式生产的食物。 颗粒状的食物，其中一些会迅速下沉，通常用于较大的鱼或底部进食的物种，如泥鳅或鲶鱼。一些鱼食还含有添加剂，如性激素或β 胡萝卜素等，以人为地增强观赏鱼的颜色。

## 熟食
预制食品是指那些非生物的食物，由水族爱好者制作或购买已经准备好供鱼类食用的食物。 

### 干性食物
片状食品是一种专有或人工制造的鱼类食品，被各种热带和咸水鱼类和无脊椎动物食用。它非常适合上层栖息者和中层水域鱼类，尽管许多底层栖息的物种一旦在底部定居就会消耗片状食物。烘烤片状食品以去除水分，确保更长的保质期。通常，鱼食的特定示例所含的水分越多，其质量就越容易变差。
干性食物也有颗粒状、棒状、片状、颗粒状和薄片状，根据它们所要喂养的品种，制造成浮动或下沉的鱼饲料。

### 度假食品
假期食物，也被称为 "食物块"（或小型的 "周末块"），被设计为放置在水族箱内，以便在主人不在时放弃喂食。这些食物块在溶解时释放出少量的食物。食物块对较小的热带鱼来说是一个很好的选择，但如果鱼缸被忽视的时间太长， 长时间不清理，会污染水质。 

### 药用鱼食
药用鱼食是一种安全有效的向鱼提供药物的方法。它有一个优点是，药用食品不会污染水质环境，而且，不像沐浴治疗那样，对鱼、过滤和水族箱中的藻类生长产生负面影响。因为鱼是吃还药的鱼食，所以寄生虫会被药食同源的食物所治疗。 

### 冻干和冷冻鱼饲料
冻干和冷冻鱼食主要是为热带和海洋鱼类开发的，在提供饮食多样性或某些物种的专业喂养需求方面很有帮助。 这些包括颤蚓、蚊子幼虫、血虫、水蚤（水蚤和独眼巨人属）以及盐水虾（卤虫）。 

### 冷冻鱼食
易腐烂的食物可以通过冷冻储存来保存，通常以吸塑包装或可重新密封的包装出售。这些食物可以包含各种成分，如血虫、水蚤或盐水虾，通常用于喂养铁饼鱼等需要高蛋白食物的鱼类。在水产养殖业中经常使用牛心鱼粮，铁饼鱼并不是唯一可以从高质量的冷冻混合物（如牛心）中受益的鱼，尽管到目前为止，这些鱼是与这种特殊的冷冻食品联系最紧密的鱼。

## 活体食物
活鱼食物包括蚯蚓、污泥虫、水蚤、血虫和饲料鱼。幼虫和幼鱼的食物包括纤毛虫类（原生动物和其他微生物）、新孵化的卤水虾和微虫。这些是鱼类最喜欢的食物类型，但很难获得。然而，现在可以买到冻干形式的蚯蚓、管状菌等。 

## 原料
理想情况下，鱼食应为鱼提供脂肪（用于能量）和氨基酸（蛋白质的组成部分），并且鱼食（无论是片状还是颗粒状）必须能迅速消化，以防止肠道气体堆积、肾脏衰竭和感染（如鱼鳔问题和臌胀），并避免因氨气过多而造成水族箱污染。肉食动物的水生食物必须包含蔬菜物质，如螺旋藻。

### 营养素
- 氨基酸是蛋白质的基本成分。蛋白质的需求是针对特定物种的。肉食性鱼类比草食性鱼类需要更大比例的蛋白质。一个水生食物的例子是提供给小鱼苗的碎硬水煮蛋，它是氨基酸的良好来源。大量的DL-蛋氨酸能促进狮头金鱼的头部生长。
- 分解成脂肪酸的脂肪是鱼类的主要能量来源，特别是对心脏和骨骼肌肉而言。脂肪也有助于维生素的吸收。维生素A、D、E和K是脂溶性的，或只能与脂肪一起被消化、吸收和运输。
- 碳水化合物是分子物质，包括糖、淀粉、树胶和纤维素。大多数被纳入水生动物饮食的碳水化合物都是来自植物，是淀粉酶的来源。然而，碳水化合物并不是鱼类比蛋白质或脂肪更优越的能量来源，但可消化的碳水化合物确实为组织建设提供了蛋白质。与哺乳动物不同，糖原在鱼类中不是一个重要的能量储存库。

## 也可以看看
- 水族馆
- 商业鱼饲料
- 宠物食品
- 池塘

## 其他来源
- Chris Andrews 博士的“花式金鱼解说指南” –ISBN 1-902389-64-6